# Adam Gottlob von Moltke

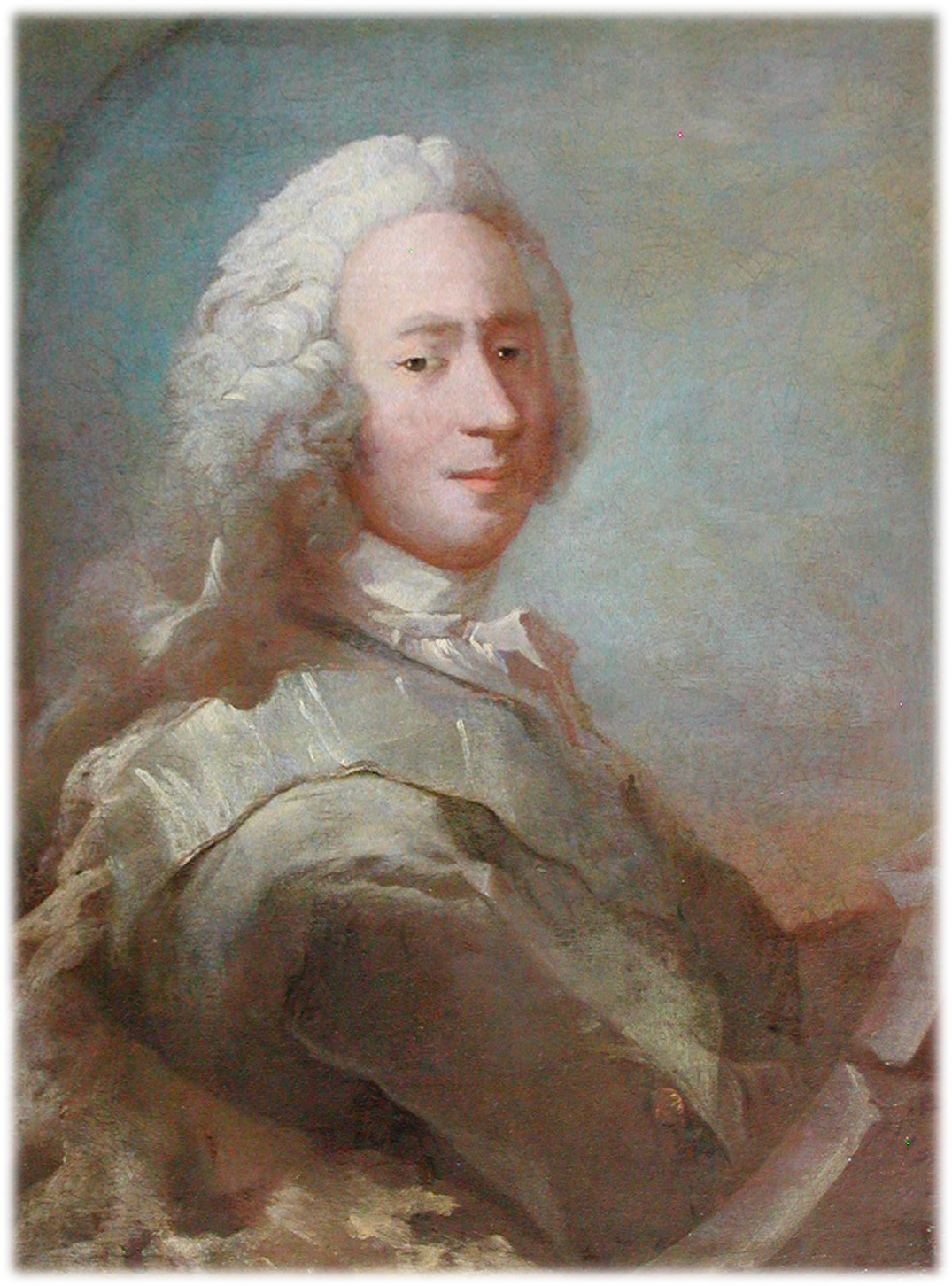
Adam Gottlob von Moltke,
Porträt von Carl Gustaf Pilo,
Porträtsammlung auf Schloss Frederiksborg

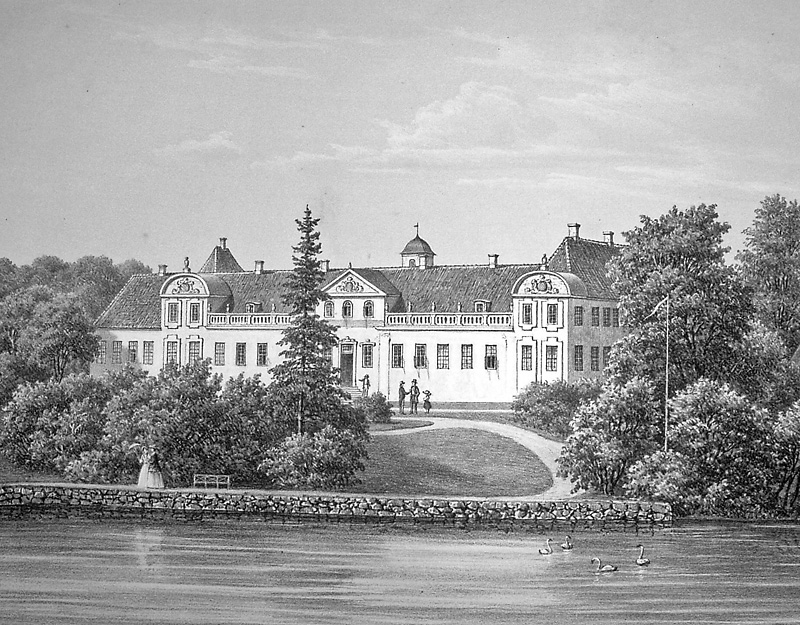
Bregentved (1861)

Adam Gottlob von Moltke (* 10. November 1710 in Walkendorf; † 25. September 1792 auf Bregentved bei Haslev) war dänischer Oberhofmarschall am Hof in Kopenhagen.

## Leben
Adam Gottlob von Moltke kam 1722 aus Mecklenburg nach Kopenhagen, um am Hof von König Friedrich IV. von Dänemark Page des Kronprinzen Christian zu werden. Als dieser 1730 als Christian VI. den Thron bestieg, wurde er Kammerpage des siebenjährigen Kronprinzen Friedrich. Friedrich bestieg nach dem Tode seines Vaters Christian VI. 1746 als König Friedrich V. den dänischen Thron und ernannte Moltke zum Hofmarschall. Moltke wurde mit dem Krongut Bregentved bei Haslev mit über 6000 ha Wald- und Ackerland ausgestattet, das bis heute seinen Nachfahren gehört. 1750 wurde von Moltke in den dänischen Lehnsgrafenstand erhoben.
Adam Gottlob von Moltke erwarb sich während der Regierungszeit von Friedrich V. erhebliches Ansehen. Er war nicht nur Oberhofmarschall, sondern auch Präses der Stockholmer Bank, der Asiatischen Kompanie und der Westindisch-Guinesischen Kompanie in Kopenhagen, des Frederiks Hospital, der Ackerakademie und der Königlichen Akademie der Künste.
Adam Gottlob von Moltke wurde am 6. August 1761 mit dem akademischen Beinamen Apollo Musagetes II. als Mitglied (Matrikel-Nr. 643) in die Leopoldina gewählt. 1784 wurde er Ehrenmitglied der Königlich Dänischen Akademie der Wissenschaften.
Moltke galt als die „graue Eminenz“ im Hintergrund der Regentschaft des alkoholkranken Friedrich V. und unterstützte loyal die Politik des Außenministers Johann Hartwig Ernst von Bernstorff, auch wenn dieser ihn gelegentlich „von oben herab“ behandelte. Nach dem Tode Friedrichs V. entließ ihn der psychisch labile Nachfolger Christian VII. kurz nach seinem Regierungsantritt. Moltke zog sich auf sein Gut Bregentved zurück.
Er war Träger des Dannebrog-Ordens und des Elefanten-Ordens (1752). Seine veröffentlichten Memoiren wurden von ihm in deutscher Sprache niedergelegt.
Eines der vier Palais der heutigen königlichen Residenz Schloss Amalienborg in Kopenhagen wurde 1754 für Adam Gottlob als Palais Moltke errichtet. Ferner erwarb er 1762 das Schloss Glorup in Svindinge Sogn und 1766 das Schloss Rygård in Langå Sogn, die sich beide bis heute im Besitz der Grafen Moltke-Huitfeldt befinden. In Holstein gehörte ihm das Gut Niendorf, das er 1759 von Heinrich von Brömbsen erwarb; er verkaufte es schon 1761 an den Lübecker Ratsherrn Diedrich von Bartels. Ebenfalls nur kurzzeitig besaß er 1758–60 Schloss Marienlyst, einen früher königlichen Besitz, den er wohl im Auftrag des Königs zurückerwarb und dann an ihn abtrat. Er besaß eine bedeutende Gemäldesammlung.
Moltke war zweimal verheiratet, mit Christiane Friederike von Brüggemann (1712–1760) und danach mit Sophie Hedwig von Raben (1732–1802), und hatte aus beiden Ehen insgesamt 15 Kinder, darunter Friedrich Ludwig von Moltke und den dänischen Staatsminister Otto Joachim Moltke.

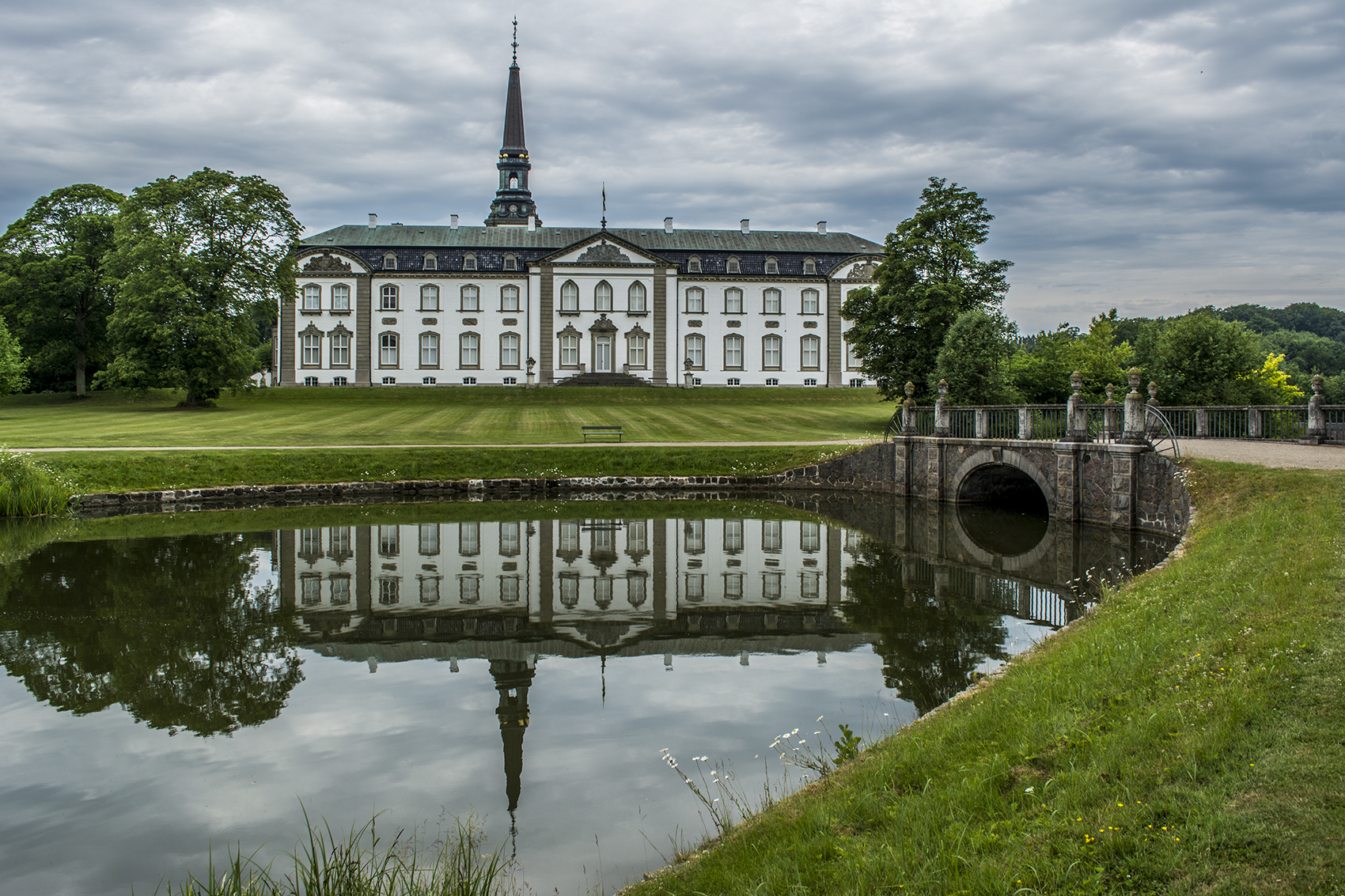
Schloss Bregentved
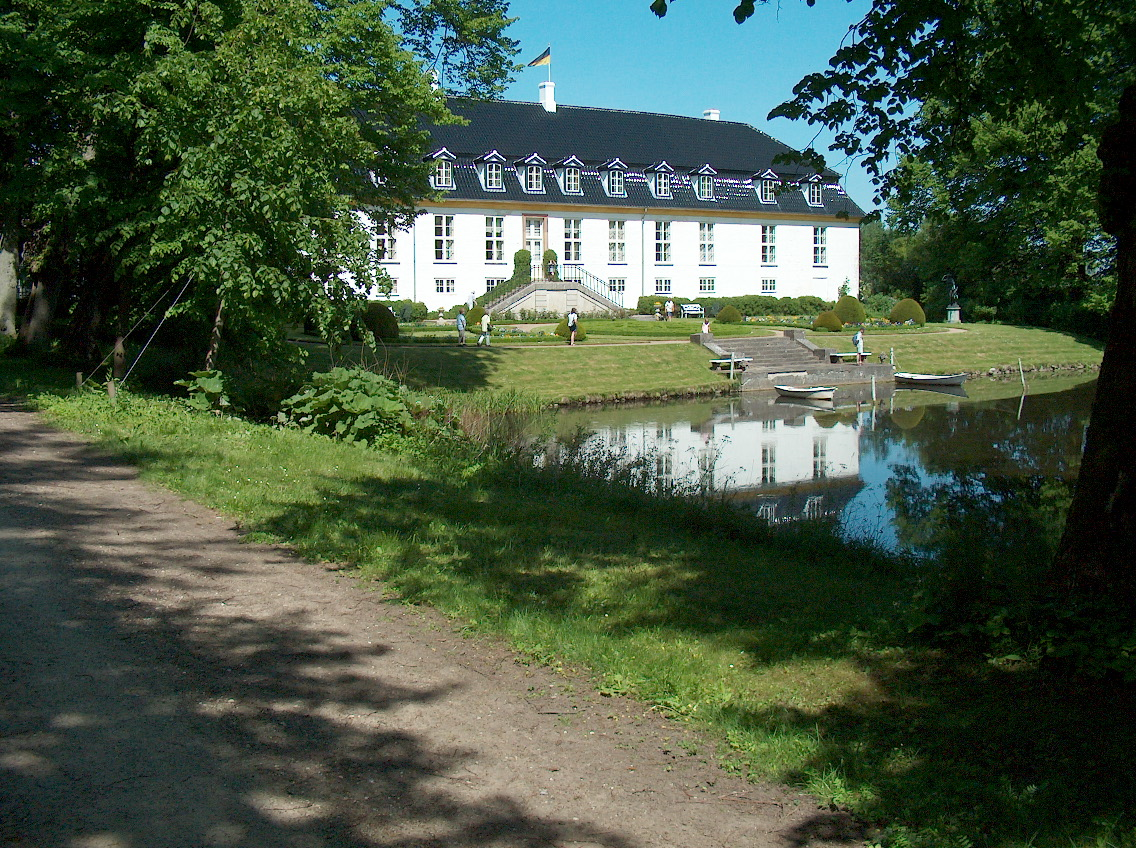
Schloss Glorup
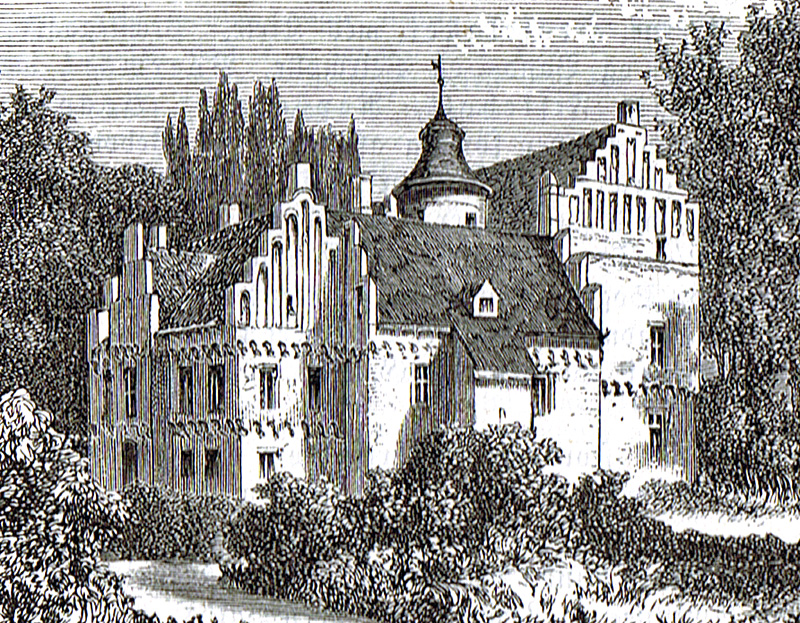
Schloss Rygård
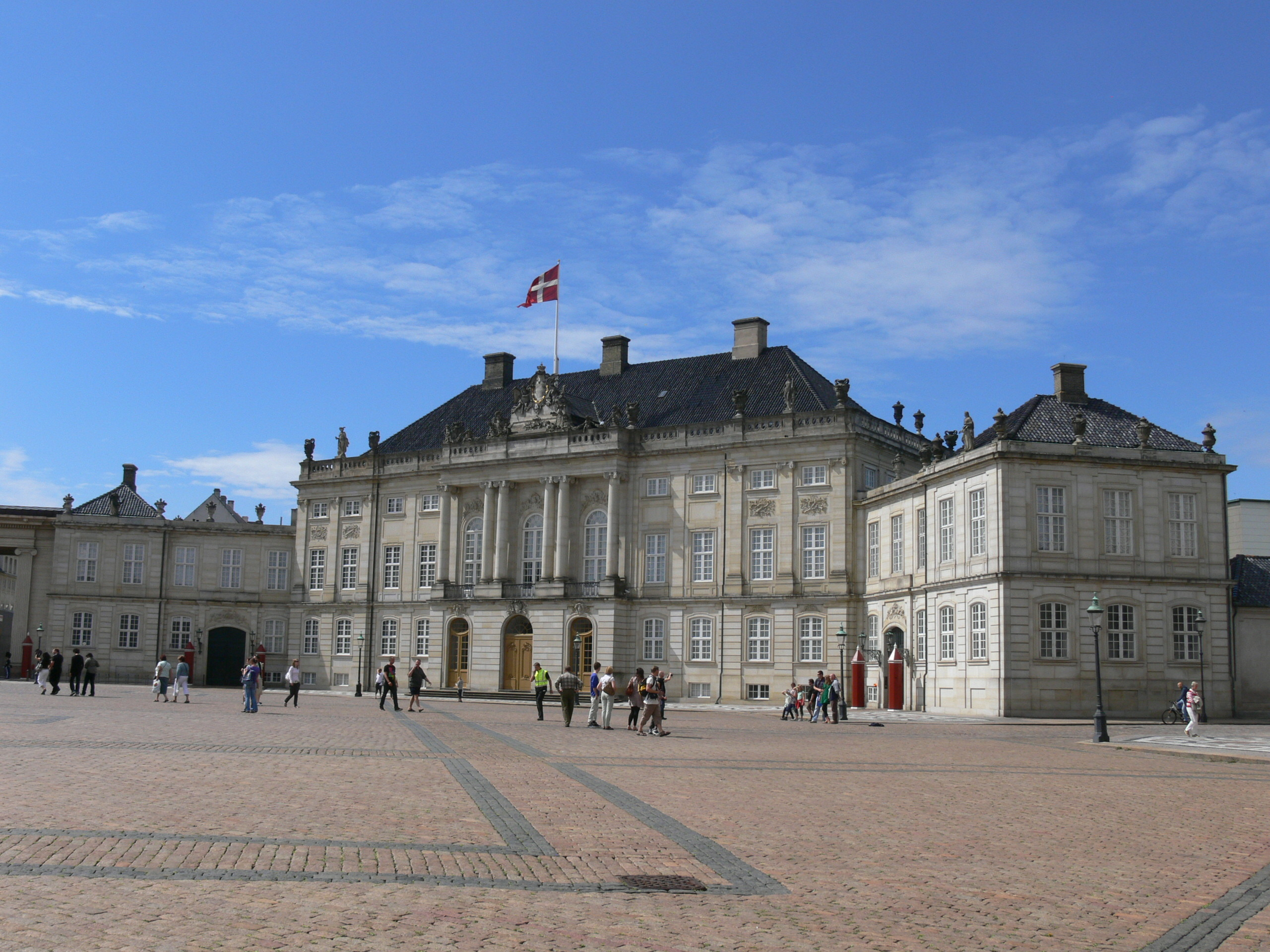
Palais Moltke (Teil von Schloss Amalienborg in Kopenhagen)